# Монстр: История Джеффри Дамера
«Монстр: История Джеффри Дамера» (англ. Monster: The Jeffrey Dahmer Story) — первый сезон американского сериала-антологии «Монстр» в жанре настоящего преступления, созданный Райаном Мерфи и Иэном Бреннаном. Премьера на платформе Netflix состоялась 21 сентября 2022 года. Мерфи также выступает в качестве шоураннера и является исполнительным продюсером вместе с Бреннаном.
Сериал «Дамер» рассказывает о жизни серийного убийцы Джеффри Дамера (Эван Питерс). Среди других главных героев — отец Дамера Лайонел (Ричард Дженкинс), мачеха Шэри (Молли Рингуолд), подозрительная соседка Гленда (Ниси Нэш) и бабушка Кэтрин (Майкл Лернд).
Фильм «Дамер» получил неоднозначные отзывы критиков, но имел коммерческий успех, заняв в первую неделю после выхода первое место на Netflix. Он стал вторым самым просматриваемым англоязычным сериалом на Netflix за всё время в течение 28 дней, и третьим сериалом Netflix, набравшим 1 миллиард просмотров за 60 дней. Сериал поднялся на первое место в стриминговом чарте Nielsen Топ-10 в первую неделю после выхода, а на второй неделе занял 7-е место в рейтинге Nielsen по количеству просмотров за одну неделю.
Сериал получил четыре номинации на 80-й церемонии вручения премий «Золотой глобус», в том числе в категории «Лучший мини-сериал или телефильм».

## Сюжет
Сериал рассказывает историю Джеффри Дамера, одного из самых известных серийных убийц в истории США. Он совершал убийства в период с 1978 по 1991 год в Бат Тауншип (Огайо), Вест Аллис (Висконсин) и Милуоки (Висконсин). В сериале показана жизнь Джеффри, начиная с детства и заканчивая вынесением обвинительного приговора и смерти. Авторы сериала также исследуют, как некомпетентность и безразличие полиции способствовали совершению преступлений.

## В ролях

### В главных ролях
- Эван Питерс — Джеффри Дамер, серийный убийца.
  - Ник А. Фишер — Джеффри Дамер в детстве.
- Ричард Дженкинс — Лайонел Дамер, отец Джеффри.
  - Джош Браатен — Лайонел Дамер в молодости.
- Молли Рингуолд — Шери Дамер, вторая жена Лайонела и мачеха Джеффри.
- Ниси Нэш — Гленда Кливленд, соседка Джеффри.
- Майкл Лернед — Кэтрин Дамер, бабушка Джеффри по отцовской линии.

### Второстепенные роли
- Пенелопа Энн Миллер — Джойс Дамер (урождённая Флинт), мать Джеффри и первая жена Лайонела.
  - Саванна Браун — Джойс Дамер в молодости.
- Диа Нэш — Сандра Смит, дочь Гленды.
- Найджел Гиббс — преподобный Джесси Джексон.
- Майкл Бич — детектив Дэннис Мёрфи, один из ведущих детективов по делу Дамера.
- Колби Френч — детектив Патрик Кеннеди, один из ведущих детективов по делу Дамера.
- Мэтью Алан — офицер Джозеф Габриш, один из полицейских, реагирующих на инцидент с Конераком Синтасомфоном.
- Скотт Майкл Морган — Джон Балсерак, один из полицейских, реагирующих на инцидент с Конераком Синтасомфоном.
- Дэвид Баррера — шеф Арреола, начальник полиции Милуоки.
- Шон Дж. Браун — Трейси Эдвардс, одна из предполагаемых жертв Джеффри.
- Диллон Бернсайд — Рональд Флауэрс, одна из предполагаемых жертв Джеффри.
- Кэмерон Каупертуэйт — Стивен Хикс, автостопщик, который стал первой жертвой Джеффри.
- Винс Хилл-Бедфорд — Стивен Туоми, вторая жертва Джеффри.
- Родни Берфорд — Тони Хьюз, глухонемой мужчина-фотомодель, двенадцатая жертва Джеффри.
- Киран Тамондонг — Конерак Синтасомфон, лаосский юноша, тринадцатая жертва Джеффри.
- Карен Малина Уайт — Ширли Хьюз, мать Тони Хьюза.
- Кетфет Пхагнасай — Саутон Синтасомфон, отец Конерака Синтасомфона.
- Пхет Махатонгди — Сомди Синтасомфон, мать Конерака Синтасомфона.
- Брейден Маниаго — Сомсак Синтасомфон, старший брат Конерака Синтасомфона и одной из предполагаемых жертв Джеффри.
- Скотт Паофавихан — Ануке Синтасомфон, старший брат Конерака Синтасомфона.

## Саундтрек
Музыка к сериалу была написана и исполнена Ником Кейвом и Уорреном Эллисом. Альбом саундтреков был выпущен в тот же день, что и сериал.

## Список серий
| № | Название                                                         | Режиссёр       | Автор сценария                                         | Дата премьеры    |
| --- | ---------------------------------------------------------------- | -------------- | ------------------------------------------------------ | ---------------- |
| 1 | «Плохое мясо» «Bad Meat»                                         | Карл Франклин  | Райан Мерфи и Иэн Бреннан                              | 21 сентября 2022 |
| В 1991 году Гленда Кливленд, женщина, живущая в Милуоки в соседней квартире с Джеффри Дамером, обеспокоена шумом и невыносимой вонью, проникающими через их общую вентиляцию. Дамер оправдывается тем, что у него протухло мясо в холодильнике и сдохли тропические рыбки в аквариуме. Дамер находит в баре свою очередную потенциальную жертву — Трейси Эдвардса, и под предлогом проведения фотосессии заманивает его к себе домой, но Трейси удаётся сбежать и позвать на помощь полицейский патруль, обвинив Дамера в попытке покушения на убийство. Полиция арестовывает Дамера и вызывает на допрос его отца Лайонела, который не в курсе, что его сын гомосексуал, В квартире Дамера обнаруживают ужасающие находки, в том числе фрагменты человеческих тел, свидетельствующие о том, что он совершил целый ряд убийств. |                                                                  |                |                                                        |                  |
| 2 | «Пожалуйста, не уходи» «Please Don't Go»                         | Клемент Вирго  | Райан Мерфи и Иэн Бреннан                              | 21 сентября 2022 |
| Во флэшбэках демонстрируется жизнь Дамера в детстве и юношеском возрасте, когда он жил с матерью-наркоманкой и отцом, постоянно отсутствующим дома. Будучи подростком, Дамер с поощрения отца начинает проявлять большой интерес к препарированию мертвых животных. В 1991 году взрослый Дамер покупает алкоголь для 14-летнего Конерака Синтасомфона и приводит его в свою квартиру, предлагая деньги за участие в непристойной фотосессии. Дамер опаивает подростка наркотиками, а затем использует электродрель и сверлит ему череп. Пока Дамер ходит за алкоголем, пришедший в сознание Конерак пытается сбежать, но добирается только до лестничной площадки, где его находят Гленда и её дочь. Гленда обеспокоена возрастом мальчика и вызывает полицию, но полиция верит Дамеру на слово, что Конерак уже взрослый, является бойфрендом Дамера и просто слишком много выпил. Полиция провожает Конерака обратно в квартиру, и после их ухода Дамер убивает его. Перед финальными титрами звучит подлинная аудиозапись телефонного разговора между Глендой и офицером полиции Милуоки Балсераком по поводу Конерака Синтасомфона. |                                                                  |                |                                                        |                  |
| 3 | «Делаю Дамера» «Doin' a Dahmer»                                  | Клемент Вирго  | Райан Мерфи и Иэн Бреннан                              | 21 сентября 2022 |
| Будучи старшеклассником, в 1977-78 годах Дамер продолжает препарировать животных и одновременно осознаёт, что испытывает сексуальное влечение только к мужчинам. После развода отца и матери отец переезжает к новой подружке, а вскоре после этого мать уезжает с младшим братом Джеффри. Джеффри остаётся один в доме, и ему приходится выживать в одиночку. Он начинает много пить, толкать штангу и фантазировать о том, что в доме есть мужчина-компаньон. Дамер подбирает автостопщика по имени Стивен Хикс, приглашает его выпить пива и позаниматься спортом. Когда Стивен отвергает сексуальные приставания Дамера и говорит оскорбления в адрес гомосексуалов, Дамер ударяет его штангой, а затем душит до смерти. Два офицера полиции останавливают пьяного Джеффри, увидев, что его машина виляет из стороны в сторону, но после предупреждения отпускают, хотя на заднем сиденье машины лежат несколько полных мусорных пакетов. |                                                                  |                |                                                        |                  |
| 4 | «Коробка хорошего мальчика» «The Good Boy Box»                   | Дженнифер Линч | Райан Мерфи и Иэн Бреннан                              | 21 сентября 2022 |
| Лайонел возвращается в дом Дамеров через три месяца и с удивлением узнаёт, что его бывшая жена съехала, а Джефф беспробудно пьёт. Джефф пытается поговорить с отцом о своей тяге к убийствам, но Лайонел не прислушивается к словам сына и отправляет его на учёбу в Университет штата Огайо. Дамера исключают из университета за прогулы, и отец в попытке наладить жизнь сына заставляет его пойти служить в армию. В 1981 году Дамера отправляют в отставку из-за злоупотребления алкоголем. Лайонел поселяет его у своей матери Кэтрин, бабушки Джеффа. По её совету Дамер отправляется на ярмарку, где напивается и подвергается аресту за мастурбацию в публичном месте. Он устраивается на работу флеботомистом, ворует пакеты с кровью и пьёт из них. Дамер начинает посещать гей-сауну, но вскоре ему запрещают вход из-за постоянного одурманивания клиентов. В 1987 году Дамер приглашает Стивена Туоми, встреченного в баре, в милуокский отель Ambassador и случайно путает в номере стаканы с наркотиками. Проснувшись на следующее утро, Дамер обнаруживает, что убил парня. Он перевозит труп Туоми в дом Кэтрин и расчленяет его в подвале. Дамер помещает голову мужчины в пластиковый пакет и кладёт его в шкатулку, которую отдала ему Кэтрин.            |                                                                  |                |                                                        |                  |
| 5 | «Кровь на их руках» «Blood on Their Hands»                       | Дженнифер Линч | Иэн Бреннан                                            | 21 сентября 2022 |
| В 1987 году Дамер устраивается на работу на шоколадную фабрику. Он начинает искать жертв с осознанным намерением убить их; Дамер приводит мужчин в дом Кэтрин, накачивает их наркотиками, душит до смерти и расчленяет в подвале. Вонь из подвала приводит к конфликту Дамера с Кэтрин и Лайонелом. Дамер пытается оправдаться, что причиной запаха является его хобби — таксидермия. Лайонел упрекает сына в том, что он не проводит уборку должным образом, и Дамер заверяет отца, что прекратит заниматься чучелами. Дамер приглашает в дом Кэтрин Рональда Флауэрса-младшего, у которого в машине сел аккумулятор, и даёт ему кофе с наркотиками. Флауэрс теряет сознание в гостиной, после чего Кэтрин проводит рядом с парнем всю ночь, а утром заставляет Джеффри посадить его в автобус. Флауэрс заявляет в полицию о покушении на его жизнь, они допрашивают Дамера и Кэтрин, но не находят никаких улик для его ареста. Дамера арестовывают после того, как от него сбегает другая жертва, Сомсак Синтасомфон. Дамера признают виновным в сексуальном насилии над несовершеннолетним и отправляют в тюрьму. Лайонел пишет письмо судье с просьбой принять Джеффри в программу лечения от алкоголизма, но письмо игнорируется, и через год Дамер выходит на свободу. |                                                                  |                |                                                        |                  |
| 6 | «Без звука» «Silenced»                                           | Пэрис Баркли   | Дэвид Макмиллан и Джанет Мокк                          | 21 сентября 2022 |
| В 1991 году глухонемой Тони Хьюз устраивается на работу в Мадисоне, но по выходным возвращается в Милуоки, чтобы провести время с семьей. В один из выходных вечеров он танцует в баре и привлекает внимание Дамера. Дамер собирается добавить наркотики в напиток Тони, но передумывает. Тони и Дамер говорят, что нравятся друг другу, и в следующие выходные они встречаются снова. Дамер приглашает Тони в свою квартиру, где снова собирается опоить его, но колеблется. Они спят вместе, а на следующее утро Тони говорит, что ему нужно идти на работу. Дамер достает молоток, но отпускает Тони. Однако, когда Тони возвращается за забытыми ключами, Дамер убивает его молотком. Мать Тони обращается в полицию, когда её сын не заходит попрощаться перед отъездом и не появляется на работе. Правоохранительные органы ничего не предпринимают, поэтому она расклеивает по всему Милуоки плакаты «Пропал без вести». При этом она замечает множество других подобных плакатов возле гей-баров. |                                                                  |                |                                                        |                  |
| 7 | «Кассандра» «Cassandra»                                          | Дженнифер Линч | Иэн Бреннан, Джанет Мокк и Дэвид Макмиллан             | 21 сентября 2022 |
| После ареста Дамера и обнародования сведений о совершённых им серийных убийствах семьи жертв и Гленда Кливленд возмущаются бездействием полиции. Гленда сильно переживает по поводу убийства 14-летнего Конерака (которому она пыталась помочь, пока полиция не вернула его в квартиру Дамера) и страдает от психологической травмы, спровоцированной криками и звуками электроинструментов, доносившихся из квартиры Дамера. Всё здание, в котором проживал Дамер, признают местом преступления из-за ядовитых химикатов, которые он использовал для растворения трупов. Жильцов заставляют эвакуироваться, и Гленда вынуждена снять комнату в мотеле. Правозащитник Джесси Джексон, заинтересовавшийся этим делом из-за большого количества темнокожих жертв, встречается с Глендой, которая рассказывает ему об ужасах, свидетелем которых она стала, включая случай, когда Дамер принёс ей сэндвич, возможно приготовленный из человеческих останков. Джексон сообщает Гленде, что шеф полиции Милуоки отстранит от работы двух сотрудников, которые не позволили спасти Конерака. |                                                                  |                |                                                        |                  |
| 8 | «Лайонел» «Lionel»                                               | Грегг Араки    | Иэн Бреннан и Дэвид Макмиллан                          | 21 сентября 2022 |
| Лайонел Дамер в ужасе от преступлений, совершенных его сыном. Вместе с женой он пытается совладать со своими демонами, попеременно обвиняя то себя, то свою бывшую жену Джойс. Джесси Джексон продолжает работать от лица семей жертв. Два офицера, отстраненные от работы в связи с делом Конерака, восстановлены в должности и возвращаются на службу. Дамер предстает перед судом после того, как его заявление о невменяемости было отклонено. После заслушивания жертв Дамер выступает с последним словом, заявляет о своей психической болезни и приносит извинения семьям. Суд приговаривает его к 15 пожизненным срокам. Лайонел приступает к написанию книги о себе и сыне. |                                                                  |                |                                                        |                  |
| 9 | «Бугимен» «The Bogeyman»                                         | Дженнифер Линч | Иэн Бреннан, Дэвид Макмиллан и Рейли Смит              | 21 сентября 2022 |
| 10 | «Бог прощения, Бог мести» «God of Forgiveness, God of Vengeance» | Пэрис Баркли   | Иэн Бреннан, Дэвид Макмиллан, Рейли Смит и Тодд Кубрак | 21 сентября 2022 |

## Восприятие и отзывы

### Зрительская аудитория
Сезон занял первое место на Netflix в первую неделю после выхода. На второй неделе после выхода Netflix объявил, что «Дамер» стал девятым по популярности англоязычным телешоу всех времен, все 10 серий которого посмотрели 56 миллионов человек. Этот сезон оставался номером один в течение нескольких недель и стал вторым по популярности английским сезоном Netflix за все время, и занимает четвертое место по количеству просмотров на любом языке (701,37 миллиона часов) за 21 день. За первые 28 дней после выхода сезон был просмотрен более чем на 865 миллионов часов. За 60 дней это стал третий сезон Netflix, набравший 1 миллиард просмотров.
«Дамер» дебютировал на первом месте в чарте потокового вещания Nielsen Top 10, набрав более 3,6 миллиарда минут просмотров за неделю с 19 по 25 сентября, что поставило его на 10-е место в списке самых посещаемых за всю историю просмотра за одну неделю. На следующей неделе он подскочил на 7-е место в списке самых популярных фильмов за все время с 4,4 миллиардами просмотренных минут. Сезон возглавил стриминговый чарт Nielsen третью неделю подряд, показав 2,3 миллиарда минут просмотра.
Джерми Дик из MovieWeb заявил, что «с 3 по 9 октября количество просмотров сезона „Дамер” составило до 205 миллионов часов», что составляет в целом «701 миллион часов просмотра по всему миру».

### Отзывы критиков
Сайт-агрегатор отзывов Rotten Tomatoes сообщил о 57%-ном рейтинге одобрения со средним рейтингом 6,3 из 10, основанном на 30 отзывах критиков. Единодушное мнение критиков сайта гласит: «Несмотря на то, что „Монстр“, по-видимому, осознает опасность прославления Джеффри Дамера, непристойный стиль Райана Мерфи, тем не менее, превращает эту историю ужасов в область тошнотворной эксплуатации». Сайт Metacritic, который использует средневзвешенное значение, поставил фильму 46 баллов из 100 на основе 9 критиков, что указывает на «смешанные или средние отзывы».
Кайла Кобб из Decider сказала, что шоу «не просто хорошо срежиссировано, написано и сыграно. Это переосмысление того, как может выглядеть криминальная драма, если мы перестанем прославлять убийц и начнем уделять больше внимания систематическим неудачам». Кэролайн Фрамке из Variety утверждает, что шоу «просто не может соответствовать своим собственным амбициям - объяснить как самого человека, так и социальное неравенство, которое он использует в своих преступлениях, не становясь эксплуататорским в реальной жизни и сам по себе». Малик Пей из Los Angeles Times заявил, что те, кто критиковал шоу, считали, что сезон стал символом «коммерциализации трагедии индустрией развлечений». Дэн Файнберг из The Hollywood Reporter хвалит эпизод 6 («Без звука»). поскольку «это, без сомнения, лучший эпизод сериала, неуютно сладкий и грустный час на телевидении, который, вероятно, должен был стать образцом для всего шоу [и] ... помещая чернокожего, глухого, весёлого персонажа в центр повествования, сериал озвучивает кого-то, чей голос слишком часто его не включали в портреты серийных убийц, вызывающие восхищение».

### Противоречивость
23 сентября 2022 года Netflix удалил тег «ЛГБТК» у сериала после негативной реакции в социальных сетях.
Сезон также вызвал негативную реакцию со стороны семей жертв Дамера, обвинивших Netflix в том, что они извлекают выгоду из их травмирующего опыта и «снова травмируют [семьи]». Эрик Перри, родственник жертвы Эррола Линдси, заявил: «Я хочу, чтобы люди поняли, что это не просто история или исторический факт, это жизнь реальных людей. [Линдси] был чьим-то сыном, чьим-то братом, чьим-то отцом, чьим-то другом, которого вырвали из [нашей] жизни».
Ассистент режиссера Ким Алсап заявила о жестоком обращении с ней на съемочной площадке. Она заявила, что была одной из двух темнокожих участниц съемочной группы «за линией» «Дамера», добавив, что «меня всегда называли чьим-то другим именем, единственной чернокожей девушкой, которая была совсем не похожа на меня, и я выучила имена 300 статистов». Алсап также заявила об «изнуряющей» и «неподдерживающей обстановке», заявив, что на съемочной площадке не было терапевтов. Представитель Netflix опроверг это утверждение, заявив, что все участники съемочной площадки имели доступ к бесплатным источникам информации о здоровье и благополучии, включая доступ к психотерапевту.
Ширли Хьюз, мать Тони Хьюза, история которого рассказывается в шестом эпизоде, выступила против описания событий в этом сезоне. Хьюз сказала The Guardian, что «Все произошло не так», и выразила разочарование по поводу использования настоящих имен в сериале.

## Будущее
Первоначально сериал был заказан в 2020 году, как мини-сериал, но 7 ноября 2022 года Netflix объявил, что продлил «Монстра» как сериал-антологию, а также анонсировал ещё два выпуска, основанных на жизни «других чудовищных персонажей».
1 мая 2023 года Netflix анонсировал второй сезон сериала под названием «Монстры: история Лайла и Эрика Менендес», который основан на деле братьев Менендес. 29 июня 2023 года, Deadline Hollywood сообщил, что Николас Александр Чавес и Купер Кох получили роли Лайла и Эрика Менендес соответственно. «Монстры: История Лайла и Эрика Менендес» был выпущена в прокат 19 сентября 2024 года.

## Награды и номинации
| Награда                               | Год  | Категория                                                                                     | Номинант(ы) | Результат | Ист.          |
| ------------------------------------- | ---- | --------------------------------------------------------------------------------------------- | --- | --------- | ------------- |
| Премия «Золотой глобус»               | 2023 | Лучший мини-сериал или телефильм                                                              | Монстр: История Джеффри Дамера | Номинация | [ 28 ]        |
| Премия «Золотой глобус»               | 2023 | Лучшая мужская роль в мини-сериале или телефильме                                             | Эван Питерс | Победа    | [ 28 ]        |
| Премия «Золотой глобус»               | 2023 | Лучшая женская роль второго плана в мини-сериале или телефильме                               | Ниси Нэш | Номинация | [ 28 ]        |
| Премия «Золотой глобус»               | 2023 | Лучшая мужская роль второго плана в мини-сериале или телефильме                               | Ричард Дженкинс | Номинация | [ 28 ]        |
| Премия «Эмми»                         | 2024 | Лучший мини-сериал                                                                            | Райан Мерфи, Иэн Бреннан, Алексис Мартин Вудолл, Эрик Ковтун, Эван Питерс, Джанет Мок, Скотт Робертсон, Сара Стелваген, Танасе Попа, Дэвид Макмиллан, Тодд Неннингер, Лу Эйрич, Тодд Кубрак, Рейли Смит, Реджис Кимбл, Ричард Дженкинс и Мэтью Харт | Номинация | [ 29 ]        |
| Премия «Эмми»                         | 2024 | Лучшая мужская роль в мини-сериале или фильме                                                 | Эван Питерс | Номинация | [ 29 ]        |
| Премия «Эмми»                         | 2024 | Лучшая мужская роль второго плана в мини-сериале или тфильме                                  | Ричард Дженкинс | Номинация | [ 29 ]        |
| Премия «Эмми»                         | 2024 | Лучшая женская роль второго плана в мини-сериале или фильме                                   | Ниси Нэш | Победа    | [ 29 ]        |
| Премия «Эмми»                         | 2024 | Лучшая режиссура мини-сериала, антологии или телефильма                                       | Карл Франклин («Плохое мясо») | Номинация | [ 29 ]        |
| Премия «Эмми»                         | 2024 | Лучшая режиссура мини-сериала, антологии или телефильма                                       | Пэрис Баркли («Без звука») | Номинация | [ 29 ]        |
| BAFTA TV                              | 2023 | Лучшая международная программа                                                                | Райан Мерфи, Иэн Бреннан, Алексис Мартин Вудолл, Дэвид Макмиллан, Рейли Смит, Карл Франклин | Победа    | [ 30 ]        |
| Премия «Выбор телевизионных критиков» | 2023 | Лучшая актриса второго плана в мини-сериале или телефильме                                    | Ниси Нэш | Победа    | [ 31 ]        |
| NAACP Image Awards                    | 2023 | Выдающаяся актриса в телефильме, мини-сериале или специальном драматическом сериале           | Ниси Нэш | Победа    | [ 32 ]        |
| Премия Гильдии киноактёров США        | 2023 | Лучшая мужская роль в мини-сериале или телефильме                                             | Эван Питерс | Номинация | [ 33 ]        |
| Премия Гильдии киноактёров США        | 2023 | Лучшая женская роль в мини-сериале или телефильме                                             | Ниси Нэш | Номинация | [ 33 ]        |
| Премия «Спутник»                      | 2023 | Лучший мини-сериал                                                                            | Монстр: История Джеффри Дамера | Номинация | [ 34 ] [ 35 ] |
| Премия «Спутник»                      | 2023 | Премия «Спутник» за лучшую мужскую роль — мини-сериал или телефильм                           | Эван Питерс | Победа    | [ 34 ] [ 35 ] |
| Премия «Спутник»                      | 2023 | Премия «Спутник» за лучшую мужскую роль второго плана — мини-сериал, телесериал или телефильм | Ричард Дженкинс | Номинация | [ 34 ] [ 35 ] |
| Astra TV Awards                       | 2024 | Лучший стриминговый мини-сериал или сериал-антология                                          | Монстр: История Джеффри Дамера | Номинация | [ 36 ] [ 37 ] |
| Astra TV Awards                       | 2024 | Лучшая мужская роль в стриминговом мини-сериале или сериале-антологии                         | Эван Питерс | Победа    | [ 36 ] [ 37 ] |
| Astra TV Awards                       | 2024 | Лучшая мужская роль второго плана в стриминговом мини-сериале или сериале-антологии           | Киран Тамондонг | Номинация | [ 36 ] [ 37 ] |
| Astra TV Awards                       | 2024 | Лучшая мужская роль второго плана в стриминговом мини-сериале или сериале-антологии           | Ричард Дженкинс | Номинация | [ 36 ] [ 37 ] |
| Astra TV Awards                       | 2024 | Лучшая женская роль второго плана в стриминговом мини-сериале или сериале-антологии           | Ниси Нэш | Победа    | [ 36 ] [ 37 ] |
| Astra TV Awards                       | 2024 | Лучшая режиссура в стриминговом мини-сериале или сериале-антологии                            | Пэрис Баркли | Номинация | [ 36 ] [ 37 ] |
| Critics' Choice Super Awards          | 2023 | Лучший хоррор-сериал                                                                          | Монстр: История Джеффри Дамера | Номинация | [ 38 ] [ 39 ] |
| Critics' Choice Super Awards          | 2023 | Лучшая мужская роль в хоррор-сериале, мини-сериале или телефильме                             | Эван Питерс | Победа    | [ 38 ] [ 39 ] |
| Critics' Choice Super Awards          | 2023 | Лучшая женская роль в хоррор-сериале, мини-сериале или телефильме                             | Ниси Нэш | Номинация | [ 38 ] [ 39 ] |